# トーホク独立TV
『トーホク独立TV』（トーホクどくりつテレビ）は、1992年10月3日から1993年3月27日まで毎週土曜正午に、東日本放送をはじめ東北ブロックネットで放送されていたテレビ番組である。

## 経緯
1992年10月に開局したばかりの秋田朝日放送を加えた4局で放送を開始。それまで東北のテレビ朝日系列局は古参の東日本放送と福島放送しか存在していなかったが、1991年10月に青森朝日放送、そして秋田朝日放送と次々と系列局が完成し、当時系列間で話題になっていたブロックネットの番組を放送してみようというのがこの番組の成り立ちである。『TVイーハトーブ』のようにグルメを扱ったり、テレゴングを使った企画も実施したりしていた。その後、山形テレビのフジテレビ系列からのネットチェンジや岩手でのテレ朝系列局開局の目処が立ち、その役割は『TVイーハトーブ』に譲ることとなった。

## 司会
- 今野東
- 氷室恭子

## 制作局
- 東日本放送
- 青森朝日放送
- 秋田朝日放送（開局してすぐの参加）
- 福島放送

### 制作協力
- 東北朝日プロダクション

| テレビ朝日系列 (ANN) 東北ブロック共同制作番組 1992.10 - 1993.3 | テレビ朝日系列 (ANN) 東北ブロック共同制作番組 1992.10 - 1993.3 | テレビ朝日系列 (ANN) 東北ブロック共同制作番組 1992.10 - 1993.3 |
| 前番組                                                         | 番組名                                                         | 次番組                                                         |
| -------------------------------------------------------------- | -------------------------------------------------------------- | -------------------------------------------------------------- |
| 無し （以前の3局は『天下の達人!4本勝負』を放送）               | トーホク独立TV                                                 | 八波一起のTVイーハトーブ                                       |